# Телень, Людмила Олеговна
Людми́ла Оле́говна Те́лень (род. 2 октября 1957, Жуковский, Московская область) — российский журналист, медиаменеджер, педагог. Первый заместитель исполнительного директора Президентского центра Б. Н. Ельцина.
Работала заместителем (в том числе первым) главного редактора газеты «Московские новости» (1992—2005), главным редактором интернет-газеты «Избранное» (2007—2009), сайта радио «Свобода» (2009—2012), газеты «Совершенно секретно» (2012—2014). Профессор Высшей школы экономики (2008—2022). Заслуженный работник культуры Российской Федерации (1999 год).

## Биография

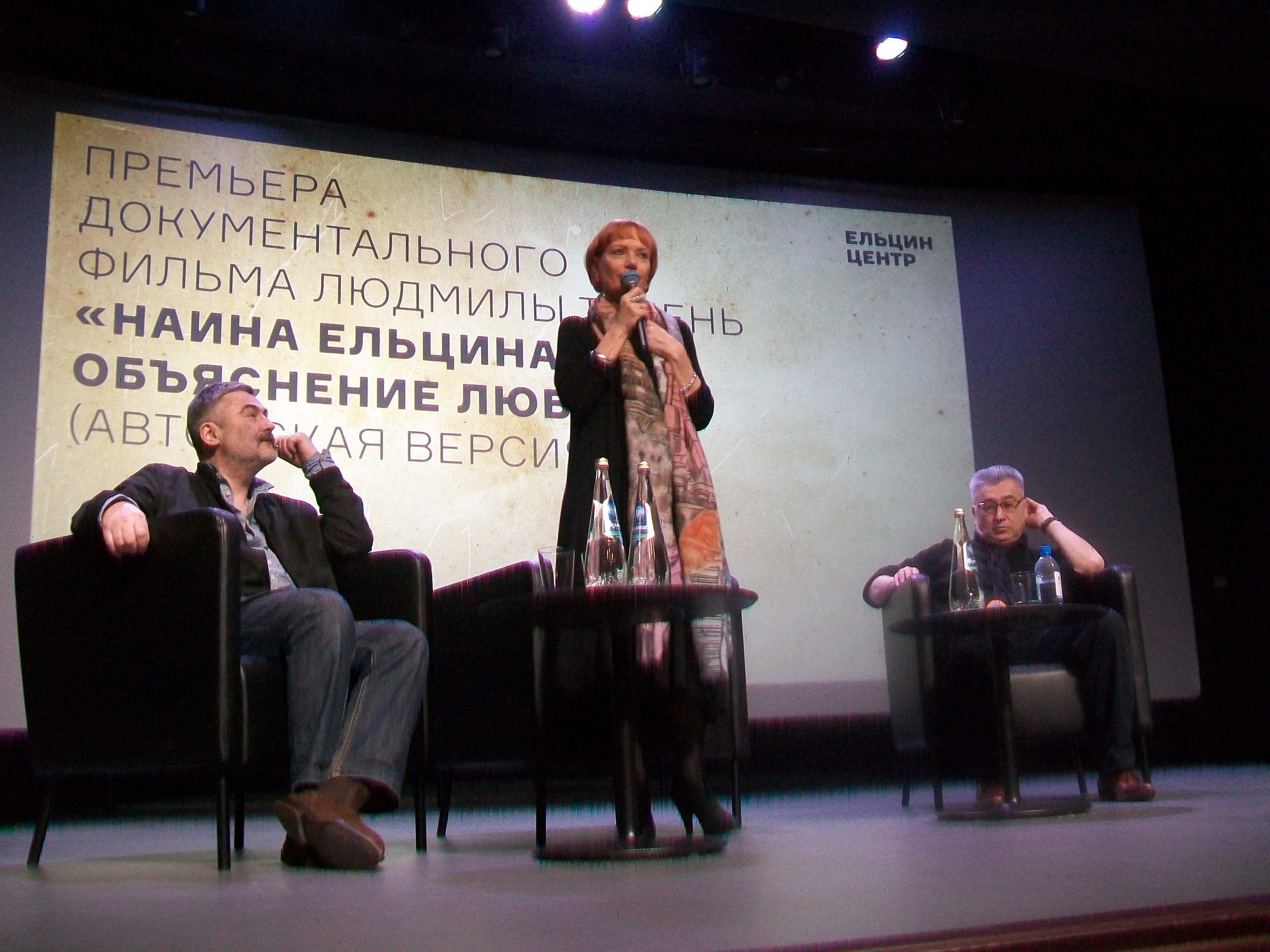
Людмила Телень на премьере своего документального фильма «Наина Ельцина: объяснение любви». Екатеринбург, Ельцин-центр, 12 марта 2017 года

В 1979 году окончила факультет журналистики МГУ им. М. В. Ломоносова. Затем работала корреспондентом отдела пропаганды газеты «Комсомольская правда».
С 1986 по 1989 год работала в газете «Социалистическая индустрия» корреспондентом отдела экономики.
Работала экономическим обозревателем в журнале «Народный депутат».
Была ведущей в телепрограммах «Политическая кухня», «Диалог в прямом эфире».
В 1990—2005 годах работала в газете «Московские новости». Сначала была обозревателем отдела экономики. С 1991 года — заведующая парламентским отделом, с 1992 года — заместитель главного редактора и руководитель отдела политики. С 2000 года занимала должности первого заместителя главного редактора, исполнительного редактора, курировала выход приложения к «Московским новостям» — журнала «Родительское собрание». В марте 2005 года покинула «Московские новости» из-за конфликтной ситуации, которая сложилась между коллективом издания и главным редактором Евгением Киселёвым.
В 2005 году создала журнал «Большая политика» и до 2006 года возглавляла его.
В 2006 году принимала участие в ток-шоу «К барьеру!» в качестве защитника Бориса Немцова в его дебатах с Сергеем Бабуриным, тема телеэфира была обозначена как «Распад СССР и отношения России с бывшими советскими республиками».
В 2007—2009 годах — главный редактор интернет-газеты «Избранное».
С 1999 года сотрудничала с радио «Свобода». С января 2009 года по сентябрь 2012 года — главный редактор сайта радио «Свобода».
С ноября 2012 года по март 2014 года — главный редактор газеты «Совершенно секретно».
С 2015 года — заместитель (впоследствии — первый) исполнительного директора Президентского центра Б. Н. Ельцина.
В 2008—2022 годах — профессор Высшей школы экономики, была сотрудником подразделений университета по журналистике и медиа (сменивших несколько названий и реорганизаций), преподавала такие курсы, как «Политическая журналистика», «Система журналистских жанров», «Эволюция жанров современных СМИ», «Аналитические жанры в современной журналистике: теория и практика» и другие.
В 2021 году выступила одним из организаторов фестиваля «Слова и музыка свободы», прошедшего в Екатеринбурге.

### «Мыльный» скандал 2017 года
В марте 2017 года воспитатель детского лагеря, арендующего помещение в «Ельцин-центре», заставила подростка, который матерился, вымыть в туалете Ельцин-центра рот с мылом. Хотя ни мать мальчика, ни он сам претензий к такому методу воспитания не высказали, а сама воспитательница «Лего-лагеря» в штате «Ельцин-центра» не состояла, Людмила Телень заявила, что воспитательница будет «немедленно» уволена. В защиту воспитательницы и примененного ею метода воспитания выступил известный детский писатель Эдуард Успенский, заявивший, что таких людей надо «беречь» и что воспитательницу надо «немедленно восстановить» на работе.

## Семья
- Бывший супруг (до 2011) — Валерий Викторович Выжутович[10] (род. 1951), российский журналист, публицист, писатель, издатель, телеведущий, педагог.

## Награды
- Заслуженный работник культуры Российской Федерации (17 августа 1999 года) — за заслуги в области печати и многолетнюю плодотворную работу[11].
- Кавалер Золотого Почетного знака «Общественное признание» (1999 год).
- Лауреат премии Союза журналистов «Золотое перо России» (1998)[12] и премии Академии свободной прессы.